# Tok
Tok (Toc) település Romániában, Partiumban, Arad megyében.

## Fekvése
Soborsintól keletre, a Maros jobb partján fekvő telepüplés.

## Története
Tok nevét 1743-ban említette először oklevél Tok néven.
1851-ben Fényes Elek írta a településről: „hegyek közti völgyekben elszórva, 611 óhitü lakossal, s anyatemplommal. Hegyes-völgyes határa 504 hold ... Birja báró Lopresti Josepha.”
1910-ben 902 lakosából 891 román, 7 magyar volt. Ebből 891 görögkeleti ortodox volt.
A trianoni békeszerződés előtt Arad vármegye Máriaradnai járásához tartozott.